# Саша Старовић
Саша Старовић (Гацко, 19. октобар 1988) је српски одбојкаш. Игра на месту коректора.
Тренутно је члан грчког клуба Панатинаикос из Атине. Са екипом Будућности, у коју је дошао 2005. из ОК Гацко, освојио је првенство Србије и Црне Горе 2006. и првенство и куп Црне Горе 2007. Са репрезентацијом Србије освојио је бронзану медаљу на Европском првенству у одбојци 2007. и златну медаљу на Европском првенству у одбојци 2011. Наступао је у Русији за Урал, а тренутно игра у Грчкој. Његова старија сестра Сања Старовић такође је одбојкашица.